# Pleurothallis cordilabia
Pleurothallis cordilabia är en orkidéart som beskrevs av Guido Frederico João Pabst. Pleurothallis cordilabia ingår i släktet Pleurothallis och familjen orkidéer. Inga underarter finns listade i Catalogue of Life.